# Goh Uteuen Raya
Goh Uteuen Raya är en kulle i Indonesien.   Den ligger i provinsen Aceh, i den västra delen av landet, 1 800 km nordväst om huvudstaden Jakarta. Toppen på Goh Uteuen Raya är 134 meter över havet.
Terrängen runt Goh Uteuen Raya är varierad. Havet är nära Goh Uteuen Raya norrut.Runt Goh Uteuen Raya är det ganska tätbefolkat, med 179 invånare per kvadratkilometer. Närmaste större samhälle är Banda Aceh, 6,5 km nordost om Goh Uteuen Raya. Trakten runt Goh Uteuen Raya består till största delen av jordbruksmark.